# Route I/49 (Slovaquie)
Pour les articles homonymes, voir I49 et Route 49.
La I/49 (en slovaque : cesta I. triedy 49) est une route slovaque de première catégorie reliant la frontière tchèque à Beluša. Elle mesure 26,4 km.

## Tracé
- République tchèque 49
- Région de Trenčín
  - Lysá pod Makytou
  - Lazy pod Makytou
  - Lúky
  - Záriečie
  - Mestečko
  - Dohňany
  - Púchov
  - Dolné Kočkovce
  - Beluša